# لورانس غراي
لورانس غراي (بالإنجليزية: Lawrence Gray)‏ هو ممثل أمريكي، ولد في 28 يوليو 1898 بسان فرانسيسكو في الولايات المتحدة، وتوفي في 2 فبراير 1970 بمدينة مكسيكو في المكسيك.

## وصلات خارجية
- لورانس غراي على موقع IMDb (الإنجليزية)
- لورانس غراي على موقع قاعدة بيانات برودواي على الإنترنت (الإنجليزية)
- لورانس غراي على موقع قاعدة بيانات الفيلم (الإنجليزية)